# Кальонка (Мазовецьке воєводство)
Кальонка (пол. Kalonka) — село в Польщі, у гміні Пілява Ґарволінського повіту Мазовецького воєводства.
Населення — 225 осіб (2011).
У 1975-1998 роках село належало до Седлецького воєводства.

## Демографія
Демографічна структура станом на 31 березня 2011 року:
|          | Загалом | Допрацездатний вік | Працездатний вік | Постпрацездатний вік |
| -------- | ------- | ------------------ | ---------------- | -------------------- |
| Чоловіки | 110     | 33                 | 64               | 13                   |
| Жінки    | 115     | 22                 | 61               | 32                   |
| Разом    | 225     | 55                 | 125              | 45                   |